# Рубенс Фадини
Рубенс Фадини (на италиански: Rubens Fadini) е италиански футболист, полузащитник.

## Кариера
Роден е в провинция Ферара, но се премества в Милано като малък със семейството си. Започва да играе футбол в Миланската младежка лига с Допаловоро Керети & Танфани. С този клуб печели две регионални титли в Милано през 1941/42 и 1942/43.
След ВСВ подписва с Галаратезе, който се състезава в Алта Италия. Там остава три години.
През 1948 г. преминава в Торино. В последния мач от сезона, той заменя контузения Валентино Мацола срещу Интер в Милано. Фадини изиграва 10 мача в Серия А, отбелязвайки 1 гол в домакинската победа с 4:1 срещу Милан на 6 март 1949 г.
Рубенс Фадини загива в самолетната катастрофа в Суперга, близо до Торино. Погребан е в гробището на Аркоре. През 1951 г. стадионът в Джулианова е преименуван на негово име.

## Отличия
Торино
- Серия А: 1948/49